# Mistrzostwa Świata w Piłce Ręcznej Mężczyzn 2017 (składy)
Artykuł grupuje składy męskich reprezentacji narodowych w piłce ręcznej, które wystąpiły podczas Mistrzostw Świata w Piłce Ręcznej Mężczyzn 2017 rozegranych we Francji od 11 do 29 stycznia 2017 roku.

## Grupa A

### Brazylia
Źródło

### Francja
Źródło

### Japonia
Źródło

### Norwegia
Źródło

### Polska
Źródło

### Rosja
Źródło

## Grupa B

### Angola
Źródło

### Hiszpania
Źródło

### Islandia
Źródło

### Macedonia
Źródło

### Słowenia
Źródło

### Tunezja
Źródło

## Grupa C

### Arabia Saudyjska
Źródło

### Białoruś
Źródło

### Chile
Źródło

### Chorwacja
Źródło

### Niemcy
Źródło

### Węgry
Źródło

## Grupa D

### Argentyna
Źródło

### Bahrajn
Źródło

### Dania
Źródło

### Egipt
Źródło

### Katar
Źródło

### Szwecja
Źródło